# Alfar romano de los Tejares
El alfar romano de los Tejares es un yacimiento arqueológico ubicado a dos kilómetros del casco urbano de Lucena, provincia de Córdoba, España. Se trata de la factoría de cerámica romana más grande y mejor conservada de la península ibérica, la antigua Hispania. Alberga una superficie de casi 15 000 metros cuadrados y se halla junto al río Lucena.

## Descripción
Su funcionamiento se dio fundamentalmente entre los siglos I y II después de nuestra era. El enclave muestra siete hornos de variadas formas y tamaño, además de una zona de servicio aneja y una nave utilizada como área de presecado y almacén. Asimismo, se conserva el praefurnium o zona donde se encontraba el combustible vegetal, la cámara de combustión, que sustenta los elementos superiores, una parrilla perforada por donde pasaba el calor y la cámara de cocción en que se colocaban las piezas de barro. El alfar produjo tanto materiales cerámicos comunes como útiles domésticos y envases para almacenar líquidos, como material de construcción como tégulas, ímbrices, láteres y ladrillos.

## Descubrimiento y apertura

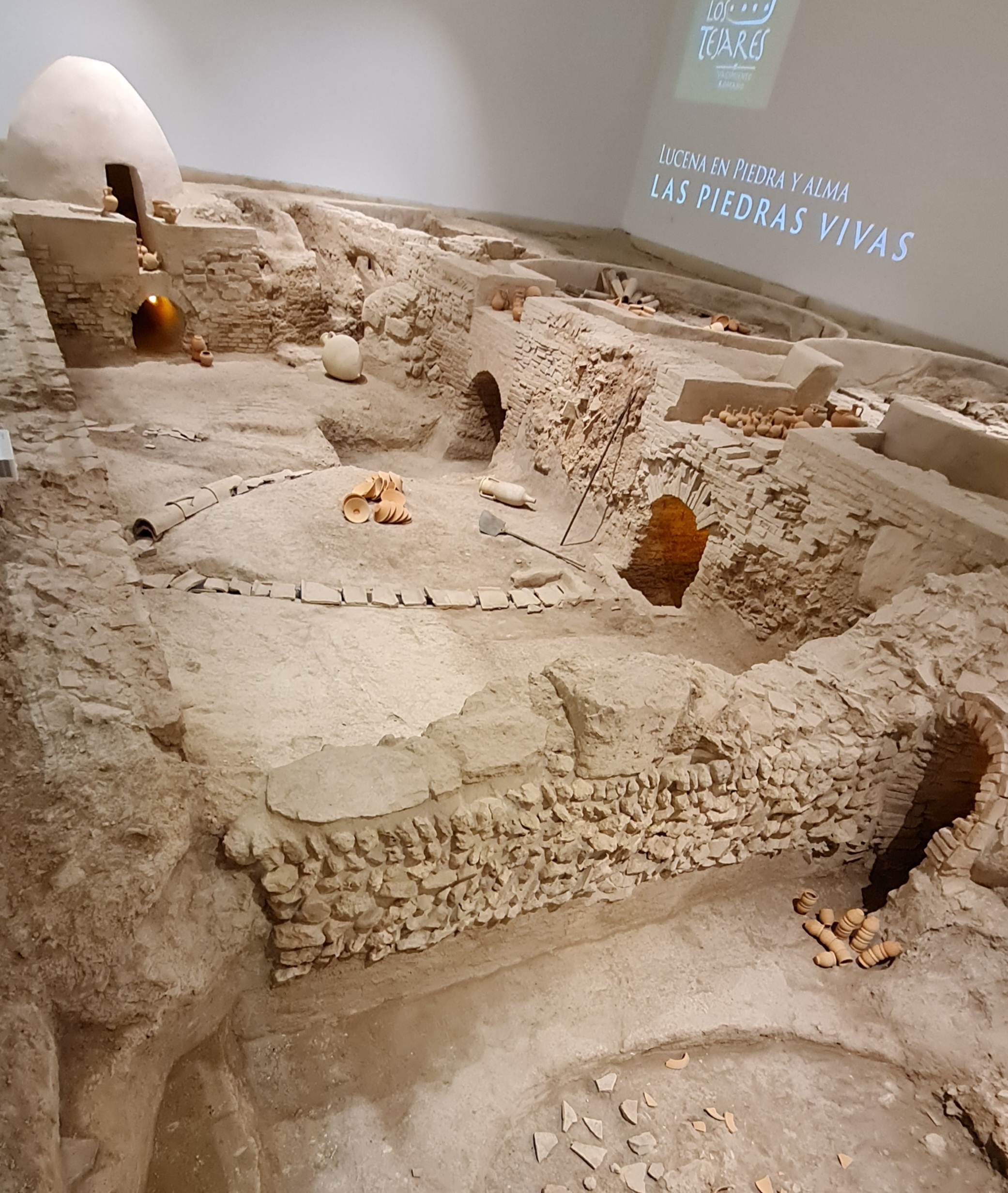
Interior del alfar romano.

En 1995 se expropia el terreno donde se descubrió el yacimiento para la construcción de una estación depuradora de aguas residuales, encontrándose el alfar romano en mayo de 1996 durante el vaciado para la construcción de las piscinas de la estación depuradora. Las obras se paralizaron y se realizó una excavación arqueológica de emergencia, comenzando el proceso desde 2001 hasta 2004 con la restauración de los hornos.
En agosto de 2019 se anunció la disposición municipal de abrir el yacimiento al público, de hecho, un mes más tarde se trasladó un horno romano hallado un año antes en la variante de la A-318 dirección Rute al yacimiento debido a la similitud con la función de los restos encontrados. Las obras comenzaron en diciembre de ese mismo año, con la creación de una galería lateral que dará paso a los visitantes, así como el cerramiento del alfar romano para la creación de un centro de visitantes, un par de salas expositivas y aseos. El espacio recibirá iluminación gracias a la instalación de unas placas solares. Este proyecto tiene un presupuesto de casi 450.000 euros con ayudas de fondos Feder. Debido a un retraso por un parón de casi medio año de las obras, estas intervenciones y la conclusión del edificio terminó en marzo de 2021.
Antes de su apertura, se procedió a la restauración de los siete hornos, así como la eliminación de tierra acumulada en su interior. Esta actuación tuvo un presupuesto de unos 54.000 euros, subvencionados por la Diputación de Córdoba y el Ayuntamiento de Lucena. Las obras finalizaron en abril de 2022 y la inauguración oficial se produjo el 30 de junio de 2022.